# Mohamed Ismail Didi
Mohamed Ismail Deedi (divehi: މުޙައްމަދު އިސްމާއިލް ދީދީ, Mohamed Ismail Didi; 17 de setembre) va ser un escriptor i traductor maldivià en divehi, a més de polític.
Mohammed Ismail Deedi és autor de molts llibres. Alguns dels seus llibres més famosos són:
1. މޮޓަރު ބޯޓުގެ ގަޑުބަޑު / މޯޓަރުބޯޓުގެ ގަޑުބަޑު (L'embolic de la barca de motor)[3]
2. ޕިރާޑުގެ ގަލަމުން ދިވެހިރާއްޖެ (Divehi Raje de la mà de Pyrrha)
3. ބައްޕަގެ ހަނދާން (Memòria del pare)
4. މަޔަކަށްވުން (Ser mare)
5. ޅކުދިން ބެލުން (Tenint cura d'infants)
6. ގެއްލުނު ފުރާވަރު (L'adolescent desaparegut)
7. ކްރިސްޓޮފަރގެ ނަޒަރުގައި ދިވެހިން (La visió de Christopher sobre els locals)

A més d'escriure'n, també va traduir obres d'idiomes estrangers a la pròpia, entre els quals destaquen els escrits de H. C. P. Bell.